# 위더스제약
위더스제약(Withus Pharmaceutical Co. Ltd.)는 대한민국의 기업이다. 본사는 서울시 서초구 동산로 12길 9 위더스빌딩 (서울시 서초구 양재동 378번지)에 위치해 있으며 대표이사는 성대영이다.

## 상장
2020년 7월 3일에 주관사를 NH투자증권과 삼성증권으로 공모가 15,900원에 코스닥 시장에 상장하였다.

## 참고문헌
1. ↑  위더스제약 주가 장중 16%대 상승, 탈모치료제 생산 준비 완료 소식에, 비즈니스포스트, 2023-09-26
2. ↑  위더스제약, 주사제 공장 내달 완공…탈모 시장 조준, 데일리팜, 2023-02-17
3. ↑  탈모藥 설비 구축 위더스제약, 2025년 장기지속형 치료제 생산할까, 시사저널, 2023.10.10